# Richard Feder

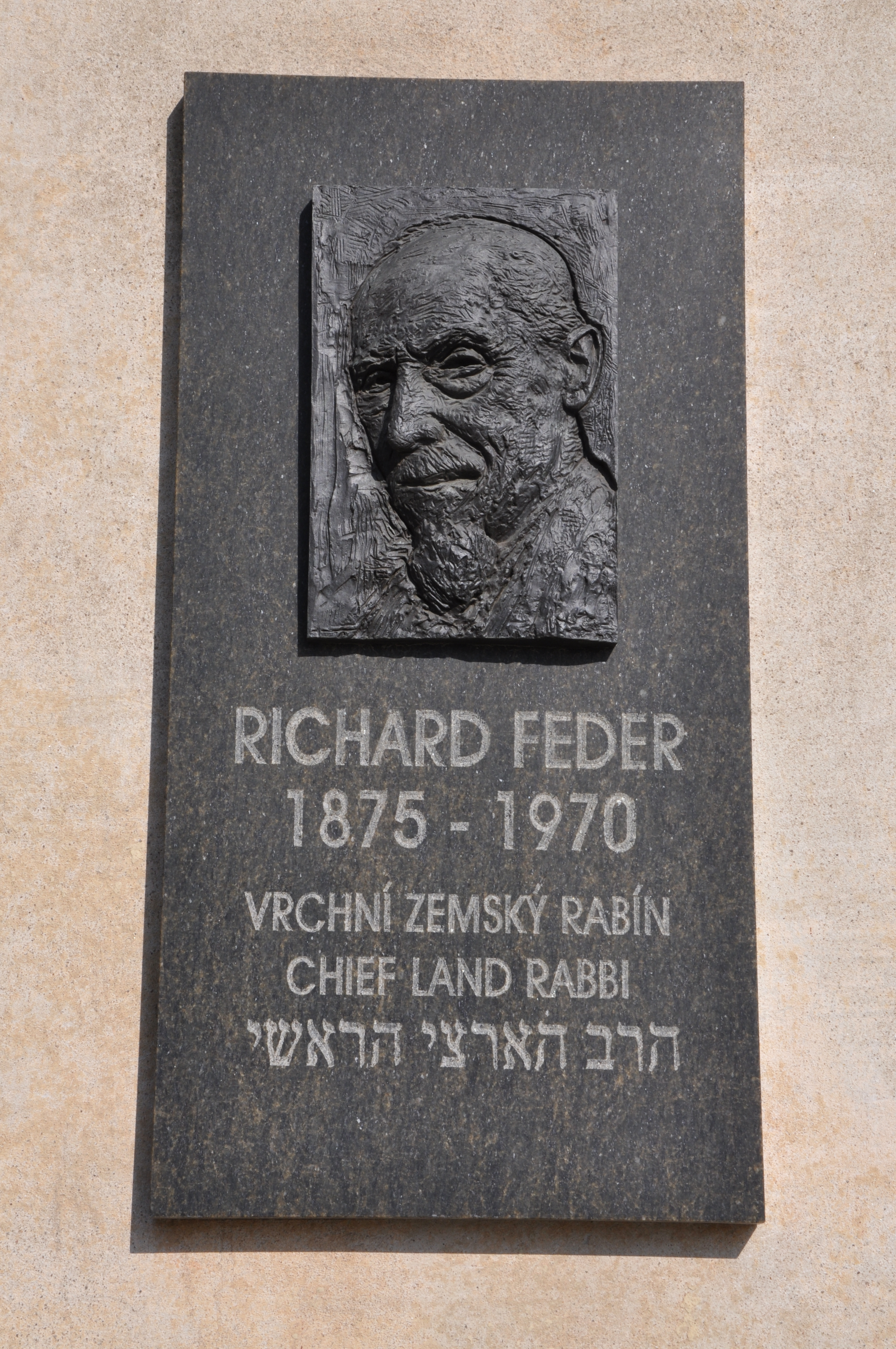
Gedenktafel an seinem Wohnhaus

Richard Feder (geboren am 26. August 1875 in Václavice, Böhmen, Österreich-Ungarn; gestorben am 18. November 1970 in Brünn) war ein tschechischer Gelehrter, Rabbiner, Häftling des KZ Theresienstadt, Übersetzer und Autor.

## Leben
Feder besuchte eine deutsch-jüdische Schule in Benešov, die Abitur legte er auf einem piaristischen Gymnasium in Prag ab. Danach studierte er in Wien Philosophie und besuchte später ein Rabbinerseminar der Stadt. Von 1896 bis 1903 studierte er am Institut zur Übersetzung hebräischer Literatur. Er schrieb historische Werke über die Geschichte jüdischer Gemeinden sowie mehrere Lehrbücher und populärwissenschaftliche Werke über den jüdischen Glauben.
Nach seiner Einsetzung als Rabbiner in 1903 wirkte er zuerst in Kojetín, Louny und Roudnice nad Labem, bis er 1917 nach Kolín kam, wo er in der Zeit 1917–1942 und  1945–1953 als Rabbiner für die Jüdische Gemeinde Kolín tätig war. Außerdem lehrte er an der Handelsakademie in Kolín.
Nach dem Einmarsch der deutschen Truppen ist ihm die Gefahr für die jüdische Bevölkerung klar geworden und versuchte, die Auswanderung der Juden in ein Land zu organisieren, das sich nicht im Machtbereich des Nationalsozialismus befand. Bereits am 26. April 1939 verfasste er einen Brief an das Ministerium für Soziales und Gesundheit, in dem er seine Vorstellungen für solche Massenauswanderung der Juden darstellte. Er schlug in dem Brief bereits die ersten organisatorischen Schritte vor und sprach von einer Gruppe von etwa 500 Juden aus der Stadt. Keines dieser Projekte (von denen die Auswanderung nach Französisch-Guayana die erfolgversprechendste war) konnte jedoch realisiert werden.
1942 wurde Feder im Alter von fast 67 Jahren in das KZ Theresienstadt nördlich von Prag deportiert. Er überlebte die Haft und übernahm nach seiner Befreiung 1945 wieder das Amt des Rabbiners in Kolín. 1953 wurde er nach Brünn geschickt, wo er zuerst regionaler mährisch-schlesischer Rabbiner für Brünn und 1961 Oberlandesrabbiner wurde und in diesem Amt 17 Jahre bis zu seinem Tod blieb.

## Rezeption
Feder schrieb 1947 das Buch Židovská tragedie, eine der ersten Veröffentlichungen über die Shoa in der Tschechoslowakei. Es ist einer der wenigen Erlebnisberichte eines Rabbiners als KZ-Häftling. Der Journalist Moritz Reininghaus beschreibt Feders Erlebnisse anlässlich einer Buchlesung, die die Schauspielerin Barbara Geiger 2006 in Potsdam vortrug: Obwohl der Autor weitgehend auf die Beschreibung eigener extremer Erfahrungen wie körperlicher Schmerzen verzichtet, vermag sein Text eine Legende zu zerstören, die man auch eine Lüge nennen kann. Bekanntlich wollte die nationalsozialistische Propaganda anhand des „Ghettos“ Theresienstadt aller Welt vorgaukeln, dass man ausgesprochen menschlich mit den Juden umgehe. Nicht nur das Rote Kreuz ließ sich täuschen, sogar die Verfolgten selbst glaubten nicht selten, dass hier ein sicherer Ort für Ältere und Privilegierte sei. Oft genug gaben sie ihr letztes Geld, damit sie in die „Musterstadt“ kamen.

## Familie
Feder verlor seine ganze Familie in der Shoah. Sein Sohn Viktor wurde am 28. April 1942 ins Ghetto Zamość deportiert und schließlich ermordet. Seine Frau Hilda starb am 24. Dezember 1942 in Theresienstadt. Sein Sohn Evžen, dessen Frau Růžena und deren zweieinhalbjähriger Sohn Josef wurden am 15. Mai 1944 nach Auschwitz deportiert und dort ermordet. Seine Tochter Ruth, ihr Ehemann Pavel Heller und deren 15-jähriger Sohn Walter wurden am 28. Oktober 1944 in Auschwitz ermordet.

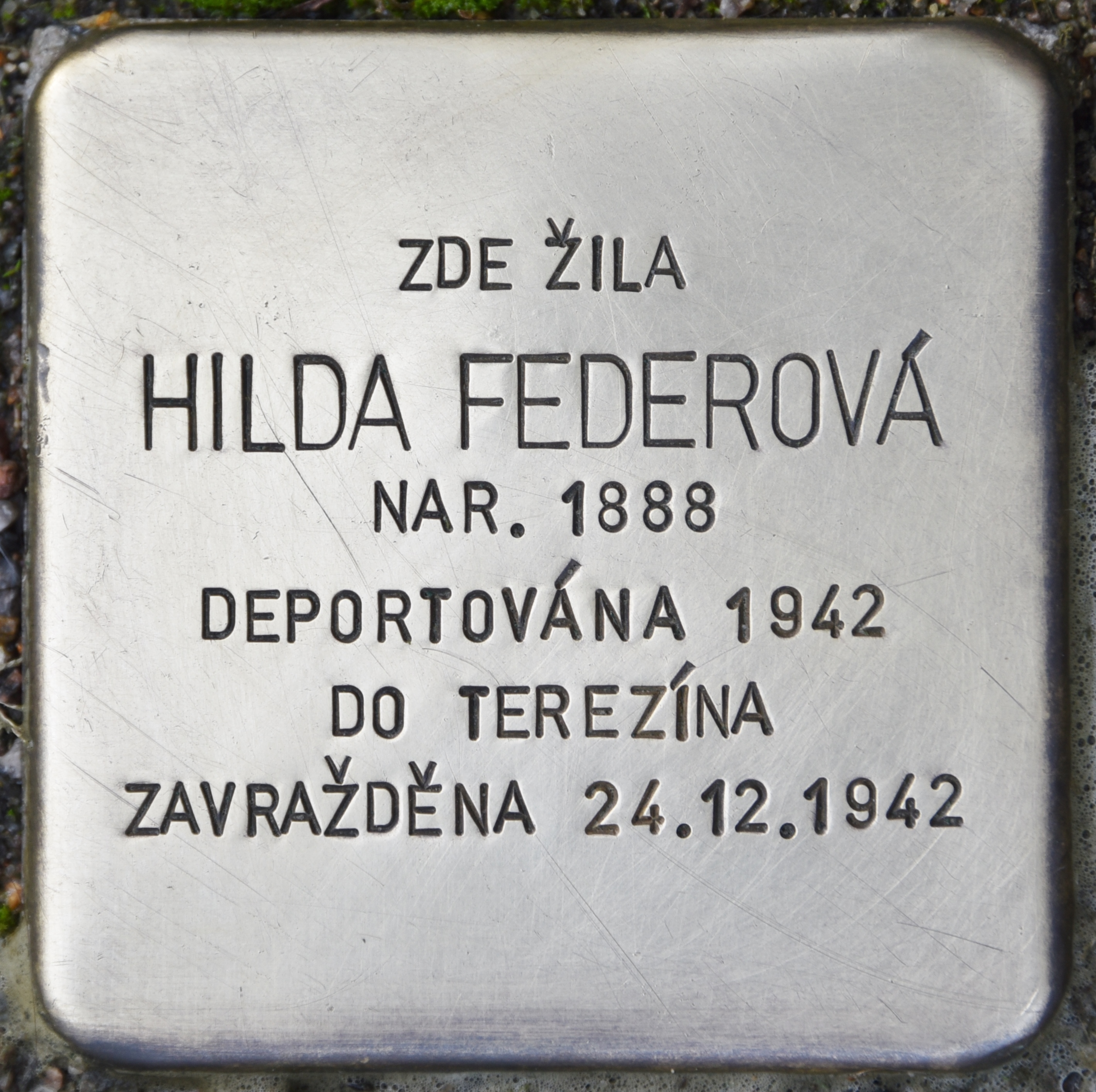
Hilda Federová, Ehefrau
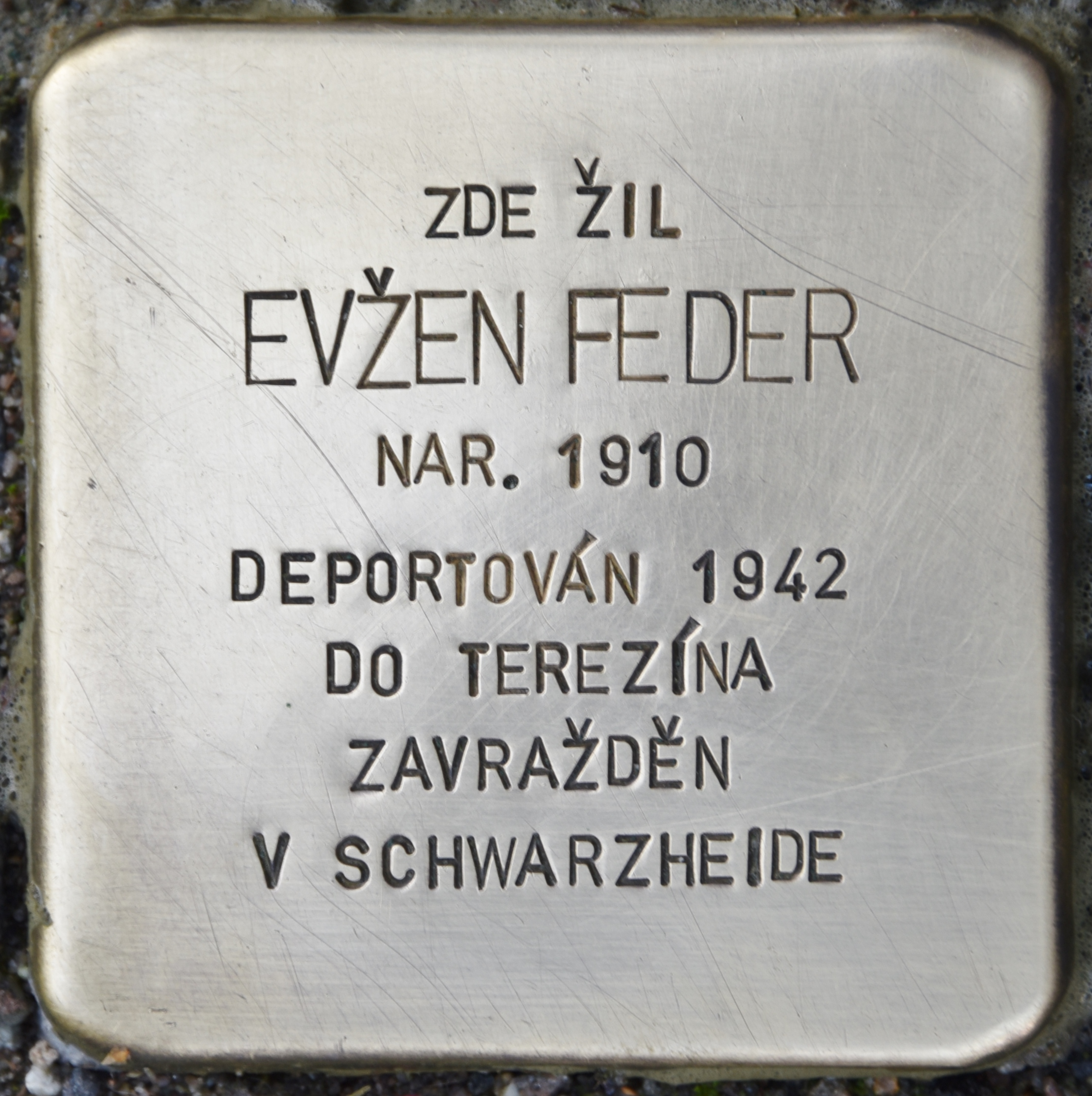
Evžen Feder, Sohn
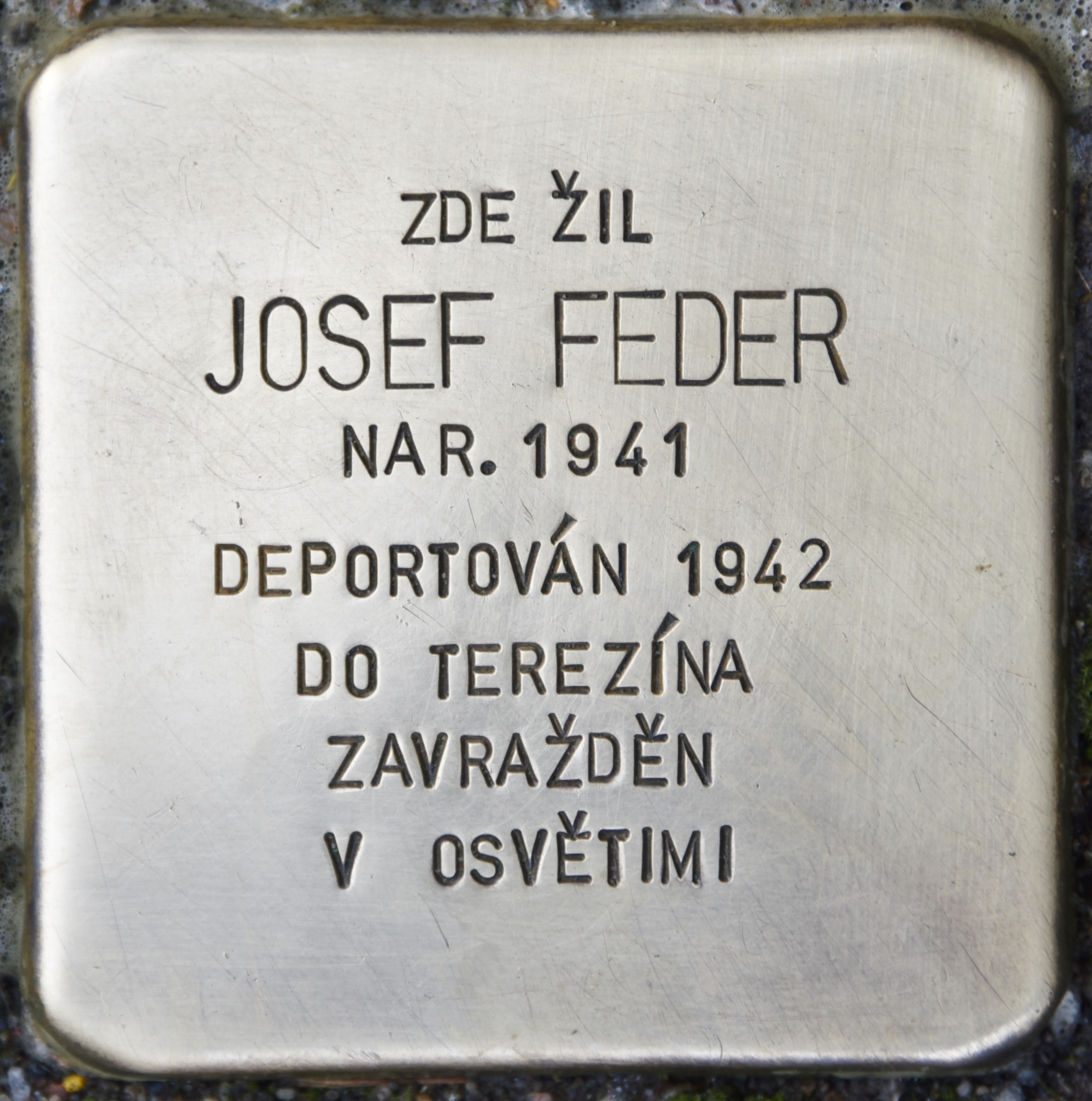
Josef Feder, Enkelsohn
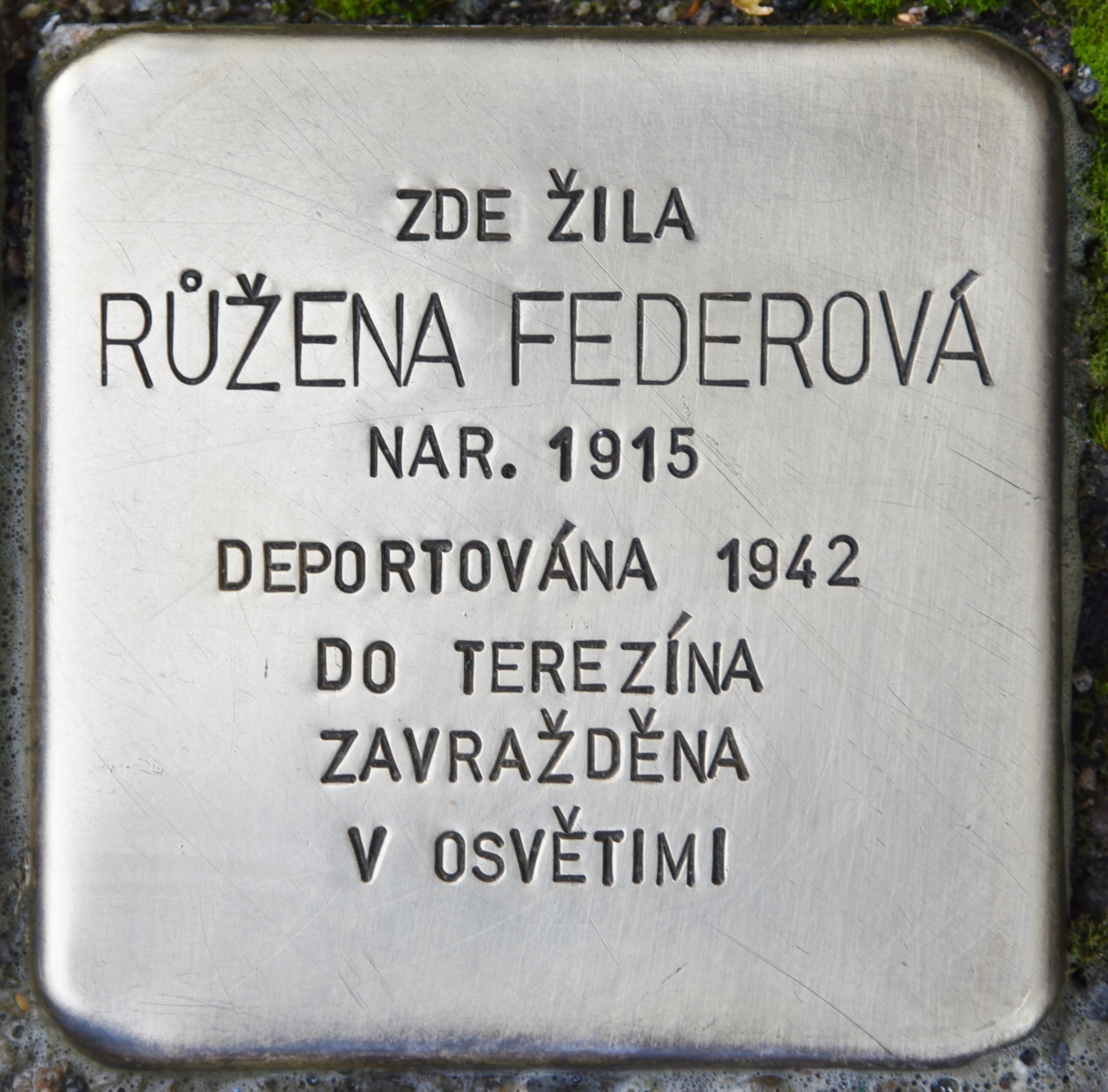
Růžena Federová, Schwiegertochter

## Veröffentlichungen
- Židé a křesťané (1919)
- Hebrejská učebnice (1923)
- Židovská tragédie <Die jüdische Tragödie>, Kolín 1947
- Kolínští židé (historická skizza) <Koliner Juden, historische Skizze>, in: Českožidovský kalendář (1927/28), 197–207
- Sinaj (učebnice židovského náboženství) (1955)
- Religiöses Leben in Theresienstadt, in: Theresienstadt, hg. vom Rat der jüdischen Gemeinden in Böhmen und Mähren, Wien 1968
- Židovské besídky. Kniha první. Pro zábavu a poučeni dospělejší mládeže židovské, Ph. Dr. Richard Feder, Rabin.
- Jüdisches Unterhaltungsbuch, I. Band. Für die Unterhaltung und Belehrung der erwachsenen
- Geschichte der Juden in Olfen: Jüdisches Leben im katholischen Milieu einer Kleinstadt, Braunschweig, 1879
- Jüdische Tragödie – letzter Akt, Potsdam : Verl. für Berlin-Brandenburg, 2004, Dt. Ausg., 1. Aufl.
- Haleluja. Hebrejská řeč (1936) Reprint 2006 (ISBN 80-86057-39-9)